# Repetitor (onderwijs)
Binnen het onderwijs staat repetitor voor een docent die studenten op hun tentamen voorbereidt. Met name bij grote en massale opleidingen als de rechtenstudie wordt door studenten vaak van een repetitor gebruikgemaakt. De student kan zo individueel of in een kleinere groep dan de collegezaal uitleg krijgen en oefening opdoen. Er zijn verschillende benamingen in het taalgebruik voor de bijeenkomsten bij een repetitor. Van oudsher wordt gesproken van een repetitorcursus (bestaande uit een aantal lessen), maar ook de woorden studiebegeleiding, tentamen- of examentraining en bijles kunnen gebruikt worden. In feite komen deze begrippen op hetzelfde neer, namelijk particulier onderwijs. Een repetitor is niet hetzelfde als de (vroegere) privaatdocent aan de Universiteit. 
Het woord 'repetitor' (meervoud: repetitoren) komt van oorsprong uit het Latijn. Het werkwoord repetere betekent: herhalen. Repetitor staat dan ook voor: 'hij die herhaalt'. Het woord repetitor wordt op een gelijke manier ook in andere talen gebruikt, zoals het Duits en het Russisch. In het Duits wordt het woord nog vervoegd, zoals daar in het algemeen ook gebruikelijk is. Repetitor ziet op een mannelijk persoon, Repetitorin op een vrouwelijk persoon. In het Nederlands wordt deze nuance niet gemaakt.

## Repetitor als vrij beroep
Repetitor is een vrij beroep, dat in feite door ieder uitgeoefend kan worden. De titel repetitor is niet wettelijk beschermd. Doorgaans zijn het afgestudeerde juristen of academici op ander terrein die zich met de term repetitor laten aanduiden. Wie zich repetitor noemt, moet een goede kennis van zaken hebben en beschikken over de nodige jaren ervaring in zijn vak. Kenmerkend voor een goede repetitor is niet alleen vakinhoudelijke kennis, maar juist ook de didactiek (het kunnen uitleggen). Een goede repetitor zal dan ook op de hoogte moeten zijn van wat er zoal in de tentamens gevraagd wordt. Meestal worden er aan de student eigengemaakte oefenopgaven verstrekt over het vak. Studenten mogen dan ook hoge verwachtingen hebben. Het 'repeteren' (geven of volgen van een repetitorcursus) gebeurt vaak in klein verband, soms zelfs individueel, en vindt gewoonlijk bij de repetitor aan huis plaats. De student dient zich voor deelname rechtstreeks tot de repetitor te wenden en aan hem of haar het lesgeld te betalen. Met name voor de bij uitstek massale studie Rechten wordt door veel studenten van een repetitor gebruikgemaakt. Ook advocaat-stagiaires, accountants en makelaars kunnen voor bepaalde vakken in hun opleiding bij een repetitor terecht.

## Ontstaan van het repeteren
Het beroep repetitor dateert uit de tijd dat het universitair onderwijs volledig in handen was van de hoogleraar die enkel hoorcollege gaf. Praktische oefening in werkgroepen bestond toen nog niet. Dit is thans niet meer voor te stellen. De examens waren oorspronkelijk uitsluitend mondeling en individueel bij de hoogleraar. Wat er zoal op de tentamens gevraagd werd was dus een goedbewaard geheim. Schriftelijke opgaven van eerdere tentamens bestonden dus niet, of waren niet openbaar. Er was aan de universiteiten onder studenten dan ook grote behoefte aan oefening met hetgeen zij moesten leren. Juist door zijn ervaring wist de repetitor wat bepaalde hoogleraren op de tentamens vroegen. De klassieke repetitor trad altijd op eigen naam naar buiten toe, verzorgde de lessen persoonlijk en kon daar vaak van rondkomen. Bij de hervorming van het universitair onderwijs in Nederland werd ook onderwijs in werkgroepen aangeboden. Sommige repetitoren werden toen tot lector aan de Universiteit benoemd, een thans niet meer bestaande functie, vergelijkbaar met universitair hoofddocent.

## Het moderne repeteren
Er wordt nog weleens de indruk gewekt dat een repetitor 'iets van vroeger' is. Dat is echter niet juist. Repetitoren bestaan nog altijd, misschien minder legendarisch dan vroeger en nu meer praktisch van aard. Dat is ook niet zo vreemd als wordt stilgestaan bij de grote veranderingen die vooral het universitair onderwijs en ook het studeren de laatste tijd hebben doorgemaakt. Hadden studenten eerder een studiebeurs en voldoende tijd om te studeren, dan is er intussen een leenstelsel en gelden steeds meer prestatie-eisen. Overheidsmaatregelen die zijn ingevoerd (vrijwel altijd om budgettaire redenen, dus bezuinigingen) zijn de Tweefasenstructuur, de Bachelor-Masterstructuur en het bindend studieadvies (BSA). Studenten dienen vaak van aanvang van de studie al aan verplichte werkgroepen deel te nemen, periodiek tussentoetsen (deeltentamens) af te leggen en in het algemeen sneller en resultaatgerichter te studeren. Studiepunten zijn belangrijker dan ooit geworden. Er heeft hierdoor wel verschoolsing van het studeren plaatsgevonden. De behoefte aan extra lessen en ondersteuning is er niet door verdwenen. Zelfstandig werkende repetitoren bestaan in Nederland echter nog steeds. Ook worden via bepaalde firma's wel lessen aangeboden, meestal door studenten, soms tegen afbraakprijzen om maar zo groot mogelijke aantallen studenten te trekken en nogal eens van bedenkelijke kwaliteit. Er wordt dan vooral van bijles gesproken. De meeste (zelfstandige) repetitoren zijn echter met hun tijd meegegaan. Zij maken voor de begeleiding gebruik van e-mail en internet en verschaffen soms eigen 'sheets' aan de studenten. Naast de (duurdere) repetitorcursussen worden vaak ook (goedkopere) examen- en tentamentrainingen aangeboden. De cursussen werden en worden doorgaans door de ouders van studenten betaald, terwijl de trainingen ook door de studenten zelf betaald kunnen worden.
Steden waar op het moment veel repetitoren voor de (rechten)studie actief zijn, zijn: Leiden, Amsterdam en Utrecht.

## Dictaat
Het volgen van een repetitorcursus betekent dat een student juist tentamengerichte en zeer goede uitleg van het vak krijgt. Dit kan gebeuren doordat er aantekeningen gemaakt worden tijdens de lessen bij de repetitor of dat de repetitor zelf lesmateriaal beschikbaar stelt. Vaak worden er ook eigen oefenvragen door de repetitor verstrekt aan de studenten. Op al deze zaken (dictaat door een student zelf geschreven, verstrekt lesmateriaal, verstrekte oefenvragen) rust wettelijk een auteursrecht van de repetitor.  De bepalingen van de Auteurswet zijn van toepassing omdat er sprake is van een 'werk' in de zin van deze wet: een werk van wetenschap. Door de auteursrechtelijke bescherming mag een student het dictaat niet aan anderen ter beschikking stellen, vermenigvuldigen of openbaar maken. Overtreden van deze regels maken dat de student een dwangsom kan worden opgelegd, de exemplaren moet afstaan en er verdere sancties opgelegd kunnen worden. Zie ook de uitspraak van de Rechtbank 's-Gravenhage van 29 maart 1967, NJ 1967,481 over een medicijnenstudent die het dictaat van zijn repetitor tegen betaling onder derden had verspreid en hiervoor werd veroordeeld. 

## Bekende repetitoren
Over het algemeen zijn repetitoren dus afgestudeerde academici, die wetenschappelijke kennis aan studenten overdragen. Zij zijn niet in dienst van een Universiteit of Hogeschool, maar verzorgen particulier onderwijs. Sommige juristen hebben enkele decennia lang als repetitor lesgegeven en hadden dan ook grote bekendheid onder de studenten. Deze personen hadden zoveel studenten die zij lesgaven, dat zij hun beroep ervan konden maken en er dus van konden leven. Zij legden zich dan ook zeer serieus op het geven van de lessen toe, het was dan ook zeker geen 'bijverdienste'. Bekende repetitoren in Leiden waren H.J. Witkam (Romeins recht), Molly Geertsema, Leendert Cornelis Peute (handelsrecht en burgerlijk procesrecht) en Philippe Brood voor staats- en bestuursrecht.

## Situatie in Nederland

### Organisaties van repetitoren
Met name voor de Rechtenstudie spelen repetitoren een grote rol. De repetitoren hebben vaak een bepaalde specialisatie waarin zij lesgeven. Zo kan een repetitor zich bijvoorbeeld toeleggen op het strafrecht, het burgerlijk recht, het ondernemingsrecht en het fiscale recht. Dit zijn nogal uiteenlopende rechtsgebieden. Professionele repetitoren werken soms met elkaar samen om studenten voor andere vakken onderling door te kunnen verwijzen. De samenwerking kan een bepaalde juridische vorm hebben, zoals een stichting, maar is soms ook minder formeel geregeld. Thans zijn als organisaties voor rechtenstudenten vooral bekend:
- de Kring van Leidse Repetitoren (KLR) voor rechtenstudenten aan de Universiteit Leiden en ook wel andere Nederlandse universiteiten, gevestigd te Leiden.
- de Kring van Amsterdamse Repetitoren (Rechten aan de Vrije Universiteit Amsterdam (VU) en de Universiteit van Amsterdam (UvA)), deze is echter in de KLR opgegaan.

Voor studerenden aan opleidingen voor onroerend goed en makelaar bestaan zijn er enkele vergelijkbare organisaties actief:
- de Kring van Makelaardij Repetitoren (thans KMR Vastgoed Opleidingen) te Leiden en
- de WOZ-Repetitoren te Rotterdam (gespecialiseerd in de WOZ-examens en lokale belastingen)

Alle thans actieve organisaties van repetitoren beschikken over een eigen website met informatie over het onderwijs.
In Nederland eerder actieve organisaties van repetitoren waren:
- de Ring van Rotterdamse Repetitoren (RRR), gevestigd te Den Haag, voor Economie aan de Erasmus Universiteit te Rotterdam en ook andere cursussen voor economie en bedrijfseconomie;
- de Kring van Utrechtse Repetitoren (KUR), gevestigd te Zeist, opgericht in 1971, voor Rechten aan de toenmalige Rijks Universiteit Utrecht (de RRR en KUR werden bestuurd door de Stichting KUR Onderwijs) en
- de Stichting Juridische Student-Repetitoren (SJSR) voor Rechtenstudenten aan de toenmalige Rijksuniversiteit Leiden (RUL).

Met name de KUR had grote bekendheid. Men maakte reclame in geheel Nederland en bood onderwijs in de avonduren aan werkenden die dan hun tentamen aan de rechtenfaculteit van de Universiteit Utrecht konden afleggen. Men diende dus zowel bij de KUR als bij de Universiteit Utrecht ingeschreven te staan. Omdat er geen gebruik werd gemaakt van het onderwijs van de Universiteit gold er een verlaagd collegegeld voor studerenden bij de KUR. Men richtte zich vooral op personen die niet de tijd hadden om colleges en verder onderwijs te volgen voor de tentamens. Er werd voor het vak strafrecht nog lesgegeven door de bekende Utrechtse strafpleiter Piet Doedens. De KUR gaf het onderwijs nog een eigen benaming: gecondenseerd onderwijs. Hierop had de KUR de merkenrechten laten registreren.
Ook in andere landen bestaat het begrip repetitor binnen het onderwijs. Met name in Duitstalige en de voormalige Oostbloklanden is het woord repetitor bekend, vaak verwant aan de functie van repetitor binnen de muziekwereld.

## Situatie in België
In België bestaat het beroep van zelfstandig repetitor. Men gebruikt, net als in Nederland en Duitsland, eveneens de benaming repetitor voor de studiebegeleiding aan universitaire studenten. Repetitoren treft men voornamelijk aan in Leuven, waar van repetitiekantoren of repetitiebureaus gesproken wordt. Dit is ook niet zo verwonderlijk, omdat Leuven een typische studentenstad in België is. De repetitoren zijn soms georganiseerd in kantoren in het centrum van de stad. Jean-Pierre van Rossem (1945-2018), een berucht Belgisch politicus/econoom/kunstenaar/oplichter, was enige tijd repetitor in moraliteit Gent. Dit was een zelfbedachte titel.

## Situatie in Duitsland
In Duitsland wordt het woord repetitor veel gebruikt aan universiteiten. Net als Nederland gaat het dan met name om studenten rechten (in het Duits: Jura). Een man wordt dan Repetitor genoemd, terwijl een vrouw die dit beroep uitoefent met de term Repetitorin aangeduid wordt. Veelal treden advocaten als repetitor voor studenten op: zij kunnen zo de rechtenstudenten al met hun kantoor laten kennismaken. In Duitsland is de rechtenstudie meer theoretisch dan in Nederland het geval is, waardoor de behoefte aan een repetitor groot is. Rechtenstudenten dienen na enkele jaren een omvangrijk staatsexamen af te leggen en dit vereist goede voorbereiding.

## Repetitor voor beroepsopleidingen
Een repetitor is er niet alleen voor rechtenstudenten aan universiteit of hogeschool, maar ook voor afgestudeerden die na hun studie een bepaalde beroepsopleiding volgen. In Nederland zijn voor steeds meer juridische beroepen bepaalde vervolgopleidingen verplicht of gangbaar, zoals voor advocaat-stagiaires, kandidaat-notarissen en belastingadviseurs. Zo zijn advocaat-stagiaires verplicht de driejarige beroepsopleiding advocaten te volgen, waarbij zij bepaalde examens moeten afleggen. Gezien de moeilijkheid van de tentamens en het feit dat men maar een beperkt aantal malen examen mag doen, is er hiervoor een klein aantal gespecialiseerde repetitoren actief, dat zich vooral in Leiden bevindt.